# Constantin Năstăsescu
Constantin Năstăsescu (né en 1943) est un mathématicien roumain, membre de l'Académie roumaine. Il est co-auteur de manuels et de recueils de problèmes d'algèbre.

## Formation
Il obtient son doctorat à l'Université de Bucarest en 1970 avec une thèse intitulée Semiartinian rings, sous la direction de Ionel Bucur, selon d’autres sources le titre serait plutôt Inele semi-artiniene, la langue de l’université de Bucarest étant le roumain.

## Prix et distinctions
En 1973, il est lauréat du prix Simion-Stoilow et il est membre de l'Académie roumaine ,.

## Publications
- (en) Sorin Dăscălescu, Constantin Năstăsescu et Șerban Raianu, Hopf Algebras : An introduction, New York, Marcel Dekker, coll. « Pure and Applied Mathematics » (no 235), 2001, 1re éd., 420 p. (ISBN 978-0-8247-0481-0, BNF 37758431)